# Cathedral Rock National Park
Cathedral Rock National Park är en park i Australien. Den ligger i kommunen Guyra och delstaten New South Wales, i den sydöstra delen av landet, omkring 390 kilometer norr om delstatshuvudstaden Sydney. Cathedral Rock National Park ligger 1 435 meter över havet. Arean är 109 kvadratkilometer.
Trakten runt Cathedral Rock National Park är nära nog obefolkad, med mindre än två invånare per kvadratkilometer.. Närmaste större samhälle är Ebor, omkring 10 kilometer nordost om Cathedral Rock National Park.
I omgivningarna runt Cathedral Rock National Park växer huvudsakligen savannskog. Genomsnittlig årsnederbörd är 1 380 millimeter. Den regnigaste månaden är januari, med i genomsnitt 314 mm nederbörd, och den torraste är oktober, med 6 mm nederbörd.